# Samme (Haine)
|  | Aquest article tracta sobre l'afluent de l'Haine. Vegeu-ne altres significats a «Samme (Sennette)». |

El Samme és un riu de Bèlgica que neix a les altures de Buvrinnes, un nucli del municipi Binche de la província d'Hainaut i que desemboca a l'Haine a Péronnes-lez-Binche. Al seu curs inferior al conflent amb el rierol Bruille es diu també Princesse al sortir de Binche. Poc abans de començar obres de canalització s'hi van trobar moltes traces arqueològiques d'un vicus prop de la via romana Bavay-Tongeren-Colònia durant excavacions el 1978.
La ciutat de Binche va néixer al centre d'un gran meandre que va donar una protecció natural a 270 graus. A l'edat mitjana, van desviar el curs del riu per a completar el cercle de les fortificacions. Els blanquers es van instal·lar al marge del riu, però més tard el riu s'ha cobert dins de la ciutat en perdre la seva funció defensiva i econòmica. Es parla de tornar a descobrir-lo, però no hi ha cap projecte concret.